# Martín Casariego Córdoba
Martín Casariego Córdoba (* 1962 Madrid, Španělsko) je španělský spisovatel, scenárista, novinář a herec.
Narodil se v roce 1962 v Madridu do asturské rodiny. Umělecké sklony jsou v rodině, jeho otcem byl významný španělský architekt druhé poloviny 20. století Pedro Casariego Hernández-Vaquero (1927–2002). Vystudoval historii umění na madridské univerzitě a v současné době působí jako profesor scenáristiky na literární škole Hotel Kafka v Madridu. Jeho bratři, Pedro Casariego (1955–1993) a Nicolás Casariego (1970) se vydali stejnou cestou a patří mezi populární španělské autory. Je ženatý s Marií Teresou Navarro s níž má dvě děti, syna Miguela (2004) a dceru Juanu (2006).

## Profesní život

### Spisovatel
Poprvé začal psát v 16 letech, ale jeho první publikované dílo vyšlo až v roce 1989, kdy se objevil jeho román Qué te voy a contar. Za tento román obdržel svou první cenu Premio Tigre Juan. Postupně následovala díla Algunas chicas son como todas (1992), Mi precio es ninguno (1996) a další. Pro děti a mládež začal psát v roce 1995, kdy vyšel jeho první román Y decirte alguna estupidez, por ejemplo, te quiero (1995). Zatím jeho poslední dílem pro mládež byl román Por el camino de Ulectra (2007), díky kterému se dočkal prvního ocenění za tento žánr, konkrétně mu byla uděla cena IV Premio Anaya de Literatura Infantil y Juvenil. Od roku 2012 se společně s Martou Rivera de la Cruz věnuje transformování děl současných španělských autorů do elektronické podoby v edici Libr-e. Za tímto účelem vznikla internetová stránka Leer-E, kde je možné si za malou částku stáhnout nejrůznější díla z beletrie, poezie, drama, ve formě elektronických knih. Jeho díla nejsou přeložena do češtiny. V překladu vyšel román Mi precio es ninguno, a v němčině, dánštině a ruštině. Přeložen byl také román pro mládež Y decirte alguna estupidez, por ejemplo, te quiero, který byl přeložen do němčiny a portugalštiny.

### Novinář
Spolupracoval s předními španělskými periodiky Público, ABC, Diario 16, El País a se španělským literárním časopisem Letras Libres. Dva roky spolupracoval s časopisem El Mundo. Přispíval také do zvláštní kulturní přílohy La Esfera. Rok pracoval jako poradce pro časopis Marie Claire, přispíval do rubriky Grandes Viajeros měsíčníku Spanorama a v letech 2007 až 2008 mu patřil týdenní sloupek De aquí para allá časopisu Público.

### Scenárista
Je autorem mnoha scénářů, přičemž do filmové podoby přepsal i několik svých děl. Filmové zpracování na základě jeho vlastního scénáře se dočkaly romány El chico que imitaba a Roberto Carlos, který se do kin dostal pod názvem Tu que harías por amor (1999, režie Saura Medreno), nebo román Y decirte alguna estupidez, por ejemplo, te quiero (Antonio del Real, 2000), zfilmován pod stejným názvem. Dále scénář pro film Amo tu cama rica (1991, režie Emilio Martínez-Lázaro), ve kterém si sám zahrál jednu z vedlejších postav.

### Režisér
Prosadil se také jako režisér, když v letech 2001–2002 zrežíroval cyklus Del amor y la literatura, pro který vybral osm jeho oblíbených románů. Do výběru se dostala díla jako např. Ostře sledované vlaky Bohumila Hrabala, Homo faber od Maxe Frische nebo Tichý Američan od Grahama Greena.

### Romány pro dospělé
- Qué te voy a contar (1989)
- Algunas chicas son como todas (1992)
- Mi precio es ninguno (1996)
- La hija del coronel (1997) – příběh lásky, přátelství, zrady a odplaty
- La primavera corta, el largo invierno (1999)
- Campos enteros llenos de flores (2001)
- Nieve al sol (2004)
- La jauría y la niebla (2009)
- Un amigo así (2013)

### Romány pro mládež
- Y decirte alguna estupidez, por ejemplo, te quiero (1995) – více než 150 000 prodaných výtisků, zfilmováno
- El chico que imitaba a Roberto Carlos (1996)
- Qué poca prisa se da el amor (1997)
- Dos en una (2002)
- Por el camino de Ulectra (2007) – hlavními hrdiny tohoto románu pro mládež jsou patnáctiletý a čtrnáctiletá Glaster. Román se odehrává v roce 2314, v době, kdy lidstvo neumí číst a veškeré jejich vědomosti byly nahrány na čipy v jejich hlavách. Úkolem těchto dvou mladých lidí je najít Hlavní počítač a vložit do něj čip, který by lidem opět umožnil číst. Román s prvky sci-fi se věnuje téměř filozofickému tématu, jak moc si vážíme věcí, které nám dnes připadají přirozené, jako například schopnost číst. Casariego Córdoba se snaží tímto románem upozornit, že ačkoliv dnes nám připadá, že umět číst je normální, nemusí tomu do budoucna tak být.

## Ocenění
- cena Premio Tigre Juan za román Qué te voy a contar
- cena Premio Ateneo de Sevilla za román La hija del coronel
- cena IV Premio Anaya de Literatura Infantil y Juvenil za román pro mládež Por el camino de Ulectra
- cena II Premio Logroño de Novela za román La jauría y la niebla